# Мар'янівка (Миргородський район)
Мар'янівка (до 2016 року — Чапа́євка) — село Миргородського району Полтавської області. Населення станом на 2001 рік становило 343 особи. Входить до Великобагачанської селищної об'єднаної територіальної громади з адміністративним центром у смт Велика Багачка.

## Географія
Село Мар'янівка знаходиться на відстані в 1,5 км від села Радивонівка. По селу протікає пересихаючий струмок із загатою. Поруч проходить автомобільна дорога М03.
Віддаль до центру громади — 36 км. Найближча залізнична станція Хорол — за 38 км.

## Назва
Колишні назви:
- 1931 — с. Мар'янівка;
- 1958 — с. Чапаєвка.

У 2016 році, на виконання закону «Про засудження комуністичного та націонал-соціалістичного (нацистського) тоталітарних режимів в Україні та заборону пропаганди їхньої символіки» селу було повернуто історичну назву Мар'янівка.

## Історія
Село Мар'янівка виникло у 1931 році і входило до Великобагачанського району Лубенської округи.
У 1932–1933 роках внаслідок Голодомору, проведеного радянським урядом, у селі загинуло 8 мешканців. Збереглися свідчення про Голодомор місцевих жителів, серед яких Ткаченко О. В. (1917 р. н.).
З 15 вересня 1941 по 23 вересня 1943 року Мар'янівка була окупована німецько-фашистськими військами.
У 2001 році за сприяння Балюка Івана Махтейовича до села було проведено газ.
Село входило до Радивонівської сільської ради Великобагачанського району.
12 жовтня 2016 року шляхом об'єднання Великобагачанської селищної ради та Багачанської Першої, Радивонівської, Степанівської, Якимівської сільських рад Великобагачанського району була утворена Великобагачанська селищна об'єднана територіальна громада з адміністративним центром у смт Велика Багачка.

## Населення

### Мова
Розподіл населення за рідною мовою за даними перепису 2001 року:
| Мова       | Кількість | Відсоток |
| ---------- | --------- | -------- |
| українська | 296       | 86.30%   |
| угорська   | 22        | 6.41%    |
| російська  | 18        | 5.25%    |
| румунська  | 7         | 2.04%    |
| Усього     | 343       | 100%     |

## Економіка
- Молочно-товарна та птахо-товарна ферми
- СФГ "Перемога"

## Об'єкти соціальної сфери
- Мар'янівська загальноосвітня школа І ступеня